# Brug 717
Brug 717 is een viaduct in Slotervaart in Amsterdam Nieuw-West. Ze werd aanbesteed op 29 februari 1960 en in gebruik gesteld op 14 juli 1962.
Het verkeersviaduct waar ook tramlijnen overheen voeren ligt in de Cornelis Lelylaan en overspant de overgang tussen de Hemsterhuisstraat en Louis Bouwmeesterstraat.
Het bouwwerk is ontworpen door Dirk Sterenberg toen werkzaam bij de Dienst der Publieke Werken. Sterenberg ontwierp alle bouwkundige kunstwerken in de Cornelis Lelylaan, die bijna in haar geheel op een dijklichaam ligt. De brug lag echter tijdens de bouw in de open ruimte. Brug 717 is een eenvoudiger variant op brug 705, die 400 meter naar het oosten ligt. Het viaduct heeft iets weg van een oude brug met aanbruggen. De overspanning is opgedeeld in drie delen; twee galerijen voor voetgangers en een middendeel dat over de rijweg voert. Het gehele bouwwerk is van beton (paalfundering, liggers, borstweringen). Slechts de brugleuningen zijn van metaal in een patroon kenmerkend voor de bruggen in de Cornelis Lelylaan. Het viaduct is gekleurd in de standaardkleuren voor bruggen uit de jaren 60 in deze wijk: Blauw en witgrijs. Gezien de behoorlijke breedte van de brug (35 meter) werd voor het rijdek beneden verlichting aangebracht in nissen.
Sterenberg wilde de brugranden afwerken met rood hardglas in aluminiumprofielen, maar dat werd tijdens de bouw achterwege gelaten.

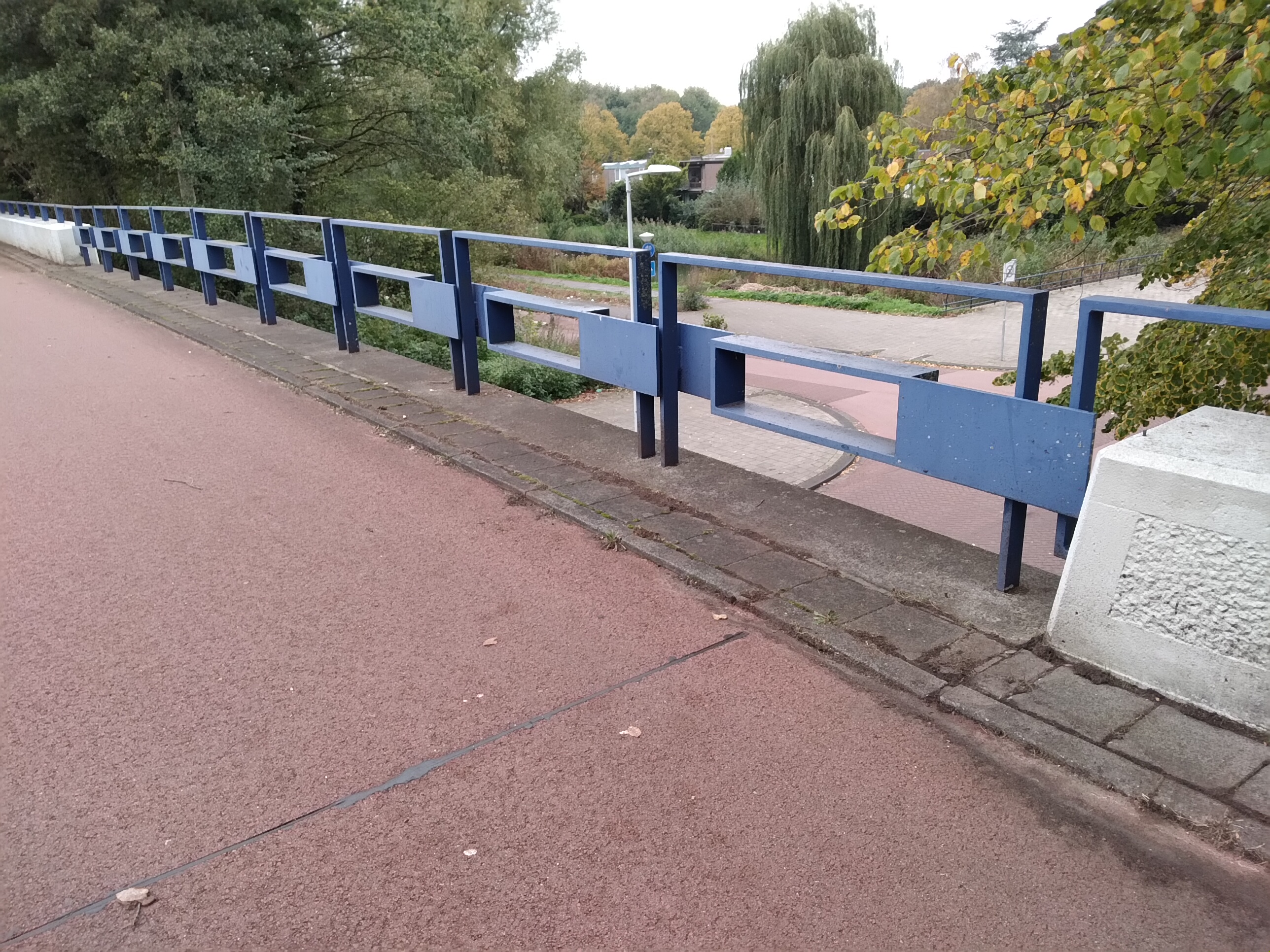
Brugleuning (oktober 2020)

<<< · 700 · 701 · 702 · 703 · 704 · 705 · 706 · 707 · 708 · 709 · 710 · 711 · 712 · 713 · 714 · 715 · 716 · 717 · 718 · 719 · 720 · 721 · 722 · 725 · 726 · 729 · 730-738 · 739 · 740 · 741 · 742 · 743 · 744 · 745 · 746 · 747 · 748 · 749 · 751 · 752 · 753 · 754 · 755 · 756 · 757 · 758 · 759 · 760 · 761 · 762 · 763 · 764 · 765 · 766 · 767 · 768 · 769 · 770 · 771 · 772 · 773 · 775 · 776 · 777 · 778 · 779 · 780 · 781 · 782 · 783 · 784 · 786 · 787 · 788 · 789 · 790 · 791 · 792 · 793 · 794 · 795 · 797 · >>>
Brugnummers  723, 724, 727, 728, 750, 774, 785, 796 (niet gerealiseerde brug over de Slotervaart), 798 en 799 zijn niet vergeven.